# ウィリアム・ラッセル (ボルトン市長)
ウィリアム・ラッセル（英語: William Russell、1859年8月28日 – 1937年10月30日）は、イングランド北部ボルトンの政治家。保守党に所属した。
1921年から1922年までボルトン市長。1922年から1923年までイギリス庶民院議員（ボルトン選挙区選出）。